# Eremochelis bidepressus
Espèce
Synonymes
- Hemerotrecha bidepressa Muma, 1951
- Therobates arcellus Muma, 1962

Eremochelis bidepressus est une espèce de solifuges de la famille des Eremobatidae.

## Distribution
Cette espèce est endémique des États-Unis. Elle se rencontre au Nevada, en Utah, en Idaho et au Washington.

## Description
Les femelles mesurent de 14,0 à 16,0 mm.
Le mâle décrit par Muma en 1962 sous le nom Therobates arcellus mesure 9,0 mm.

## Publication originale
- Muma, 1951 : The Arachnid order Solpugida in the United States. Bulletin of the American Museum of Natural History, no 97, p. 31-141 (texte intégral).